# Thaumastocyon
Il taumastocione (gen. Thaumastocyon) è un mammifero carnivoro estinto, appartenente agli anficionidi. Visse nel Miocene medio (circa 15 milioni di anni fa) e i suoi resti fossili sono stati ritrovati in Europa. 

## Descrizione
Questo animale aveva un aspetto intermedio tra quello di un cane e quello di un orso, e le dimensioni potevano essere simili a quelle di un puma: il peso doveva aggirarsi intorno agli 85 chilogrammi. Il cranio di Thaumastocyon era robusto e simile a quello di un orso, ma al contrario dei suoi stretti parenti (gli anficionidi) questo animale aveva perso gli ultimi molari e aveva acquisito una dentatura adatta a una dieta pienamente carnivora. La corporatura di Thaumastocyon era piuttosto snella, soprattutto se in relazione ad anficionidi tipici come Amphicyon.

## Classificazione
Thaumastocyon è un rappresentante atipico degli anficionidi, i cosiddetti “cani orso” tipici dell'Oligocene e del Miocene, di solito dalla corporatura robusta. Thaumastocyon, invece, era più snello e probabilmente imparentato con forme di dimensioni modeste come Agnotherium. La specie più nota è Thaumastocyon dirus, rinvenuta principalmente nel giacimento di Pontlevoy in Francia.

## Paleobiologia
Il piano corporeo di Thaumastocyon suggerisce che questo animale era un corridore, molto più delle forme simili come Amphicyon o Euroamphicyon. Si suppone che cacciasse grandi prede dopo averle inseguite a lungo.